# Trstenik (Vitina)
Pour les articles homonymes, voir Trstenik (homonymie).
Tërstenik en albanais et Trstenik en serbe latin (en serbe cyrillique : Трстеник) est une localité du Kosovo située dans la commune/municipalité de Viti/Vitina, district de Gjilan/Gnjilane (Kosovo) ou district de Kosovo-Pomoravlje (Serbie). Selon le recensement kosovar de 2011, elle compte 769 habitants, dont une majorité d'Albanais.

## Démographie

### Évolution historique de la population dans la localité
| 1948 | 1953 | 1961 | 1971 | 1981 | 1991 | 2011 |
| ---- | ---- | ---- | ---- | ---- | ---- | ---- |
| 317  | 344  | 438  | 560  | 690  | 801  | 769  |

|  |